# Dipartimento di General Belgrano (La Rioja)
General Belgrano è un dipartimento argentino, situato nella parte centro-orientale della provincia di La Rioja, con capoluogo Olta.
Esso confina a nord con il dipartimento di Chamical, a est con la provincia di Córdoba, a sud con il dipartimento di General Ocampo e ad ovest con quelli di General Juan Facundo Quiroga e General Ángel Vicente Peñaloza.
Secondo il censimento del 2001, su un territorio di 2.556 km², la popolazione ammontava a 7.161 abitanti, con un aumento demografico del 22,45% rispetto al censimento del 1991.
Il dipartimento, come tutti i dipartimenti della provincia, è composto da un unico comune, con sede nella città di Olta, e comprensivo di diversi altri centri urbani (localidades o entitades intermedias vecinales in spagnolo), tra cui:
- Castro Barros
- Chañar
- Loma Blanca